# Tom Newman
Thomas Dennis Newman, detto Tom (Perivale, 11 luglio 1943), è un compositore, musicista cantante e tecnico del suono inglese.

## The Tomcats
Nel 1966 Tom Newman (voce e chitarra), assieme agli amici inglesi Alan Jackson (basso elettrico), Chris Jackson (batteria), Jon Field (percussioni e tastiera) e Tony Duhig (chitarra), si trova in Spagna. Nello stesso anno i cinque registrano a Madrid una serie di brani musicali in "stile beat" alla Small Faces, genere leggero in voga all'epoca. La succursale spagnola della casa discografica Philips pubblica per il solo mercato spagnolo l'LP The Tomcats (due brani firmati dallo stesso Newman, più nove cover), un singolo 45 giri con due brani estratti dal disco ed altri due singoli con materiale inedito. Alcune canzoni sono cantate da Tom Newman in spagnolo. Nello stesso anno il complesso fa la sua apparizione nei titoli di testa del film spagnolo Operacion Secretaria; all'interno della pellicola vennero utilizzate come commento sonoro due canzoni firmate da Tom Newman: It's Ain't Right (dall'LP The Tomcats) e Two Minds In Tune, un brano di stile psichedelico inedito su disco.

## The July
Gli stessi componenti della band The Tomcats, rientrati in Inghilterra, registrano un secondo album in studio, questa volta utilizzando il nome "July". Anche in questo caso l'album esce con un titolo omonimo al nome del complesso. La stampa viene curata dall'etichetta indipendente Major Minor nel 1968. Il "sound" acerbo dei July vira repentinamente verso il rock psichedelico. All'epoca l'LP non viene notato e passa in sordina, tuttavia oggi risulta uno dei più rari pezzi del repertorio rock inglese degli anni sessanta, molto ricercato dai collezionisti di tutto il mondo. La Major Minor Records produce contemporaneamente due singoli 45 giri con brani tratti dal disco, alcuni eseguiti in maniera diversa. Tra il 1968 ed il 1969 i July registrano sempre in studio diverse altre canzoni sul genere che rimangono inedite per anni, vengono riesumate e stampate in CD per la prima volta nel 1995. Jon Field e Tony Duhig, dopo lo scioglimento del gruppo, formano la famosa band dei Jade Warrior, una delle più importanti formazioni di rock progressivo inglese; Tom Newman si dedica alla scrittura di brani strumentali e canzoni proprie in totale solitudine, proponendosi come tecnico del suono a Richard Branson che stava per inaugurare un nuovo studio di registrazione nell'Oxfordshire, quella che sarebbe divenuta a breve la fucina di tutti i talenti prodotti e distribuiti dall'etichetta Virgin Records.

## Al Manor Studio
A partire dal 1971 Tom Newman diviene tecnico del suono in pianta stabile presso i Manor Studios di proprietà dell'imprenditore musicale Richard Branson. Tra il 1972 ed il 1992 sarà ingegnere sonoro e produttore di una folta schiera di musicisti e gruppi inglesi, quasi tutti di grande calibro, da Mike Oldfield agli Henry Cow, dai Jade Warrior agli Hatfield & The North. Durante questo periodo rivela una grande dote come talent-scout e un portentoso self-control al banco di missaggio, ruolo che lo renderà celebre tanto da esser ricordato come il geniale tecnico di studio dei vari Tubular Bells, Hergest Ridge, Ommadawn, Amarok, tutti album di successo del pluri-strumentista Mike Oldfield.
La cosa tuttavia distrae il pubblico dai suoi lavori solisti che, seppur dotati molto spesso di un chiaro valore artistico, vengono "snobbati" sia dal pubblico che dalla critica.

## La carriera solista
Nel 1975 la Virgin Records pubblica il primo album solista firmato da Tom Newman, trattasi di Fine Old Tom, una raccolta di canzoni che spaziano attraverso vari generi musicali, dal pop-rock al progressive, dalla musica etnica a quella sperimentale; durante le sessioni di registrazioni dell'album partecipano come strumentisti ospiti Mike Oldfield, Jon Field, Chris Cutler, Fred Frith e molti altri. L'anno successivo viene stampato a tiratura molto limitata il secondo LP solista, Live At The Argonaut; dopo il "test-pressing" Richard Branson farà bloccare la distribuzione del disco a seguito di alcune divergenze d'opinioni sorte tra i due. Per qualche anno Tom Newman non frequenterà più il Manor Studio, ritornerà a lavorare per Branson nel 1979 in occasione delle registrazioni di Platinum, il sesto album di Mike Oldfield.
Durante questo periodo Newman costruisce a proprie spese un piccolo studio privato di registrazione, il Barge Studio sul canale londinese Delle Navi, chiamato anche "Piccola Venezia". L'occasione di possedere una propria isola felice, in totale relax, permette a Tom Newman di realizzare il suo primo lavoro di un certo spessore, trattasi del concept-album Faerie Symphony all'interno del quale il musicista rinuncia drasticamente alle parti cantate in favore di una musica strumentale colta e raffinata. L'album, pubblicato in Inghilterra dalla Decca Records nel 1977, viene etichettato dalla critica come un prodotto di tardo progressive romantico. Durante i primi anni ottanta Nick Austin, uno dei primi imprenditori musicali ad interessarsi del fenomeno "New Age" collegato all'omonimo filone musicale, commissiona a Newman la registrazione e la produzione di dieci album che spaziano all'interno di questo preciso genere musicale. L'occasione è anche quella di produrre un LP di musica per sole tastiere eseguita dal famoso tastierista Rick Wakeman, trattasi del disco Country Airs.
Nel 1985 l'etichetta inglese Coda Records pubblica due album interamente ideati e realizzati da Tom Newman, si tratta probabilmente dei due capolavori dell'artista. All'interno di Bayou Moon e in Aspects l'artista riversa con grande maestria una serie di performance estremamente curate, musica che spazia dal country al blues, dal reggae alla etnica, dall'elettronica alla sperimentazione, suonando e stratificando tastiere, chitarre, suoni d'arpa, armonica a bocca, mandolino, percussioni, suoni elettronici, in un fluire continuo di melodie ed armonie colorate, classicheggianti, pastorali ed eteree. Alcuni brani contenuti in Aspects fungono contemporaneamente da colonna sonora per il programma televisivo Old Grey Whistle Test prodotto dalla televisione inglese BBC. Nel 1988 Tom Newman realizza un nuovo progetto discografico, Ozymandias, trattasi nuovamente di musica prettamente strumentale; in origine l'LP doveva essere pubblicato e distribuito dall'etichetta indipendente Oceandisc; anche in questo caso però la tiratura di stampa non andò oltre il test-pressing.
Durante gli anni novanta Tom Newman continua l'attività di produttore e tecnico del suono alternando a questa la realizzazione di alcune brevi colonne sonore; molte delle vecchie registrazioni rimaste inedite e nuovo materiale verrà pubblicato in altri quattro album in formato CD. La produzione musicale di Tom Newman solista si arresta durante la seconda metà degli anni novanta.

## Discografia

### In gruppo, come Tomcats
- 1967 - The Tomcats (LP Philips - Spagna) - Ristampato in CD nel 1987 (Caruso Records - UK)
- 1966 - Paint It Black/Somebody Help Me (Singolo 7" Philips - Spagna)
- 1966 - Don't Ask For Me/Monday Monday (Singolo 7" Philips - Spagna)
- 1997 - The Tomcats (LP Essex Records - UK) - Ristampa in vinile con cinque brani aggiunti

### In gruppo, come July
- 1968 - July (LP Major Minor - UK) - Ristampato in CD nel 1987 con due brani aggiunti (Caruso Records - UK)
- 1995 - The Second Of July (CD Essex Records - UK)

### Tom Newman come solista
- 1975 - Fine Old Tom (LP Virgin Records - UK) - Ristampato in CD nel 1995 con 10 brani aggiunti (Voiceprint - UK)
- 1976 - Live at the Argonaut (LP Virgin Records - UK) - Ristampato in CD nel 1995 (Voiceprint - UK)
- 1977 - Faerie Symphony (LP Decca - UK) - Ristampato in CD nel 1999 con 9 brani aggiunti (Voiceprint - UK)
- 1985 - Bayou Moon (LP & CD Coda Records - UK/Germania)
- 1985 - Aspects (LP & CD Coda Records - UK/Germania)
- 1988 - Ozymandias (LP Oceandisc - USA) - Ristampato in CD nel 1996 (Voiceprint - UK)
- 1996 - Blues at the Hotel Splendide (CD Voiceprint - UK)
- 1997 - The Hound of Ulster (CD Voiceprint - UK)
- 1997 - Snow Blind (CD West-Red Fish - Spagna)
- 1998 - Tall Scary Things (CD Voiceprint - UK)

### Brani originali in alcune compilation
- 1975 - Virgin V (LP Virgin - UK) - Contiene due brani tratti dal primo LP
- 1995 - Variations on a Rhythm of Mike Oldfield (CD Voiceprint - UK) - Contiene tre brani inediti

### Tom Newman come produttore
- 1973 - Tubular Bells (LP Virgin) - Artista: Mike Oldfield
- 1973 - Hatfield And The North (LP Virgin) - Band : Hatfield And The North
- 1974 - Hergest Ridge (LP Virgin) - Artista : Mike Oldfield
- 1977 - Taking Off (LP BMG/RCA) - Artista : Neil Innes
- 1978 - Interlife (LP BMG/RCA) - Artista : Paul Brett
- 1979 - Platinum (LP Virgin) - Artista : Mike Oldfield
- 1979 - Cast Of Thousands (LP BMG/RCA) - Band: Adverts
- 1980 - Celebration (LP Bronze) - Artista: Sally Oldfield
- 1981 - Doll By Doll (LP Warner) - Band : Doll By Doll
- 1981 - Main Travelled Roads (LP Warner) - Band: Doll By Doll
- 1982 - Grand Passion (LP Warner) - Band : Doll By Doll
- 1982 - Captured (LP Metronome Musik) - Artista : Natasha
- 1983 - White Flames (LP Repertoire) - Band: Snowy White
- 1983 - Headline News (LP Eagle) - Band : Atomic Rooster
- 1985 - Country Airs (LP Coda Records) - Artista : Rick Wakeman
- 1985 - Standing Stones (LP Coda Records) - compilation
- 1990 - Amarok (LP Virgin) - Artista : Mike Oldfield
- 1991 - Heaven's Open (LP Virgin) - Artista : Mike Oldfield (prodotto a nome Thomas Newman)
- 1992 - Tubular Bells 2 (LP Warner/WEA) - Artista : Mike Oldfield

### Tom Newman come tecnico del suono
- 1972 - Let's Make Up And Be Friendly - Band: Bonzo Dog Band
- 1972 - A Story Ended - Band: Dick Heckstall-Smith
- 1973 - Tubular Bells - Artista: Mike Oldfield
- 1973 - Hatfield And The North - Band: Hatfield And The North
- 1973 - Live at Manor - Band: Steve York & Camelo Pardalis
- 1973 - To Keep From Crying - Band: Comus
- 1974 - Hergest Ridge - Artista: Mike Oldfield
- 1974 - Dandruff - Artista: Ivor Cutler
- 1975 - Leg End - Band: Henry Cow
- 1976 - Boxed - Artista: Mike Oldfield
- 1976 - Kites - Band: Jade Warrior
- 1979 - Platinum - Artista: Mike Oldfield
- 1981 - Doll By Doll - Band: Doll By Doll
- 1982 - Grand Passion - Band: Doll By Doll
- 1982 - Five Miles Out - Artista: Mike Oldfield
- 1985 - Atmospheric Conditions - Artista: John Themis
- 1985 - Classic Landscape - Artista: Tim Cross
- 1985 - Songs Without Words - Artista: Dashiell Rae
- 1985 - Wine Dark Sea - Artista: Stephen Caudel
- 1985 - Voices - Artista: Claire Hamill
- 1985 - Dawn Dusk - Artista: Eddie Hardin
- 1985 - Country Airs - Artista: Rick Wakeman
- 1990 - Amarok - Artista: Mike Oldfield
- 1991 - Heaven's Open - Artista: Mike Oldfield
- 1992 - Tubular Bells 2 - Artista: Mike Oldfield